# Кладбища Салавата
Кладбища Салавата — кладбища, находящиеся на территории города Салавата. В городе расположено 3 кладбища, два из них — действующие.
Новые кладбища расположены Архивная копия от 12 марта 2016 на Wayback Machine на возвышенности на высоте около 80 м выше в 116-м квартале. С территории кладбищ виден весь город Салават, а также дома города Ишимбая. На кладбищах отсутствует колумбарий, постройка которого предполагалась в советские годы.
До новых кладбищ можно добраться от Салаватского автовокзала на автобусе или маршрутном такси № 1, 7, до старого кладбища — на автобусе или маршрутном такси № 5.

## Кладбище № 1
Старое кладбище, расположено в северной части города на улице Чапаева, д. 52. Площадь кладбища — 7 га (200х350 м). Кладбище густо заросло деревьями. На кладбище хоронили с 1949 по 1972 год. В настоящее время оно закрыто для захоронений.
На кладбище похоронены:
- Сухоруков А.Я.[1] (1919—1973) — Герой Советского Союза. Участник ВОВ,
- Кузнецов А.Г. (1919—1974) — заслуженный художник Башкирии,
- Филаретов Н.А. — первый директор (1947—1949, 1949—1950) ОАО «Газпром нефтехим Салават».

## Кладбище № 2
Расположено за 111-м кварталом. Кладбище функционирует с 1972 года, огорожено бетонным забором и зарастает деревьями, посаженными у могил. Свободных для захоронения мест на кладбище практически не осталось. Захоронения производятся к родственникам или по разрешению главы администрации г. Салавата с учётом заслуг умершего (погибшего) перед Башкортостаном и городским округом город Салават.
Размеры кладбища 445—710 м.
На кладбище захоронены:
- Трубанов В.Е. [2] (1976—1996) — Герой России, участник боев Первой чеченской войны[3].[4].
- Бекетов В.С.[5]  (1924-1991) - Герой Советского Союза. Участник Великой Отечественной войны.
- Бабиков В.Н. (1979—1999) — участник боев Второй чеченской войны[6].
- Бочкарев А.П.(1963—1982) — участник боев Афганской войны[7].
- Бурцев А.А. (1976—1995) — участник боев Первой чеченской войны[8].
- Габдуллин С.Ф. (1969—1988) — участник боев Афганской войны[9].
- Галивеев И.Н. (1970—1989) — участник операции по поддержанию законности и правопорядка в Баку (Азербайджан), погиб в авиакатастрофе Ил-76.[10].
- Каримов Р.Р. (1963—1983) — участник боев Афганской войны[11].
- Карпов В.В. (1960—1981) — участник боев Афганской войны[12].
- Мельников В. Е. (1958—1980) — участник боев Афганской войны[13].
- Муслимов С. И. (1966—2004) — участник боев Второй чеченской войны[14].
- Сафиканов М. Ф. (1966—1985) — участник боев Афганской войны[15].
- Чистяков А.В. (1976—1995) — участник боев Первой чеченской войны[16].
- Чумаков И.Н. (1977—2000) — участник боев Второй чеченской войны[17].
- Никишенков М. К. (1955-2005) — бывший генеральный директор ОАО «Салаватстрой». Похоронен с сыном, Никишенковым К.М. Почётный гражданин г. Ишимбая, почётный гражданин г. Салавата, внуком и женой.
- Пищаев, Павел Михайлович (1925—2004) — директор завода серной кислоты и катализаторов Салаватского нефтехимического комбината, почётный гражданин города Салавата.

## Кладбище № 3
Расположено севернее второго за 111-м кварталом. В настоящее время это основное действующее кладбище в Салавате. Могилы на кладбище роют экскаваторы. Зимой работают бурильные машины.
Площадь кладбища — 10 га. Погребение умерших осуществляется ежедневно с 10 часов до 16 часов.
На кладбище захоронены:
- Алимов Ю.Б. (1921—2005) — бывший глава администрации города Салавата.
- Сидоров Р.С. (1984—2003) — участник боёв в Чечне[18].

На кладбище есть Аллея участников Великой Отечественной войны, Аллея Воинской Славы, часовня.

## Интересные факты
На новом кладбище есть вода для полива цветов. По кладбищу протянут водопровод.
Ежегодно к 9 мая возле памятников Героев Советского Союза на кладбищах проводится возложение цветов от администрации города Салавата.
Рядом с новыми кладбищами располагаются мастерские по изготовлению памятников. Памятники изготавливают в основном из бетона, мрамора и мраморной крошки.
Нынешнее действующее кладбище будет заполнено через 3-4 года. Поэтому принято решение, что рядом с ним будут открыты еще два по 42 гектара — с западной и северо-западной сторон. Одно из них будет мусульманским, другое — христианским.